# Għajnsielem
Għajnsielem (maltsky Għajnsielem, což znamená pramen míru) je obec, město a samosprávná oblast na jihovýchodním pobřeží ostrova Gozo v Regionu Gozo na Maltě a patří do ní i celý ostrov Comino. Žije zde přibližně 3 200 obyvatel (březen 2014) a je první obcí na ostrově Gozo, kterou projde návštěvník při plavbě na ostrov přes přístav Mġarr.
Jeho jméno pochází z pramene, kolem kterého nechal v roce 1700 velmistr maltézského řádu Ramon Perellos y Roccaful postavit arkády, veřejný bazén a chrliče vody. K zajímavostem patří lurdská kaple s ostrými věžemi, pod níž je ve velkém výklenku umístěna socha Panny Marie Lurdské. Zajímavá je i pevnost Fort Chambray s farním kostelem.